# Emma Kullberg
Emma Nanny Charlotte Kullberg, född 25 september 1991 i Umeå stadsförsamling, Västerbottens län, är en svensk fotbollsspelare (försvarare) som spelar för engelska Brighton & Hove Albion. Kullberg har tidigare representerat bland annat KIF Örebro, Kungsbacka DFF och Umeå IK. Hon har gjort flera landskamper för Sverige.

## Karriär
Kullberg blev svensk mästare säsongen 2020 med BK Häcken.
Den 1 januari 2022 värvades Kullberg av engelska Brighton & Hove Albion.

## Privatliv
I december 2022 förlovade sig Kullberg med landslagskollegan Julia Zigiotti Olme, men i maj 2025 meddelades det att förhållandet var över.